# 莫雷 (心理学家)
莫雷（1951年—），男，中国心理学家，华南师范大学文科资深教授，曾任华南师范大学副校长。

## 生平
1988年在华南师范大学获发展与教育心理学博士学位，毕业后留校任教。历任华南师范大学心理学系系主任，校长助理，教育科学学院院长，华南师范大学副校长。现任华南师范大学学术委员会主任，国家重点学科发展与教育心理学的学术带头人，教育部人文社科重点研究基地华南师范大学心理应用研究中心主任。

## 学术贡献
主要从事语言心理与学习认知过程领域的研究工作。主持国家哲学社会科学重大项目、教育部哲学社会科学重大项目招标课题、教育部重大委托课题等30多项，出版学术著作40多部，发表论文300多篇。是国家精品课程《教育心理学》的负责人，国家级教学团队《教育心理学》团队带头人，国家级实验教学示范中心负责人。

## 奖励与荣誉
研究成果获教育部高校人文社会科学优秀成果一等奖2项、全国教育科学优秀成果一等奖2项、广东省哲学社会科学优秀成果一等奖2项，教学成果获国家级优秀教学成果奖二等奖1项、广东省优秀教学成果一等奖3项。1990年获“中国青年科技奖”，1993年获国务院政府特殊津贴，2007年获教育部第三届高等学校教学名师奖，2016年获“全国优秀科技工作者”称号，2018年获“中国心理学会终身成就奖”。

## 社会兼职
中国心理学会理事长，国务院学位委员会学科评议组召集人，教育部社科委员，教育部中小学课程教材专家委员会委员，教育部中小学心理健康教育专家指导委员会副主任。